# Антоновка (Ветковский район)
Анто́новка (бел. Антонаўка) — деревня в Великонемковском сельсовете Ветковского района Гомельской области Белоруссии.

## География

### Расположение
В 40 км на северо-восток от Ветки, 62 км от Гомеля.

### Гидрография
Река Зборхов (приток реки Беседь).

## Транспортная сеть
Транспортные связи по просёлочной, затем автомобильной дороге Казацкие Болсуны — Светиловичи. Планировка состоит из прямолинейной улицы, ориентированной с юго-востока на северо-запад и застроенной двусторонне деревянными домами усадебного типа.

## История
Согласно письменным источникам известна с XVII века как деревня Антоневич в Гомельском старостве Речицкого повета Минского воеводства Великого княжества Литовского. После 1-го раздела Речи Посполитой (1772 год) в составе Российской империи.
Наиболее активная застройка приходится на 1920-е годы. В 1929 году организован колхоз. Во время Великой Отечественной войны оккупанты убили 4-х жителей, 25 жителей погибли на фронте. В 1959 году в составе колхоза «Немки» (центр — деревня Великие Немки).

## Население

### Численность
- 2004 год — 17 хозяйств, 35 жителей.

### Динамика
- 1940 год — 62 двора, 164 жителя.
- 1959 год — 181 житель (согласно переписи).
- 2004 год — 17 хозяйств, 35 жителей.